# Jef (dessinateur)
Pour les articles homonymes, voir Jef.
Jef, né le 30 novembre 1973, qui signe également Jean-François Martinez (son vrai nom) ou Nino, est un dessinateur de bande dessinée français.

## Biographie
Jef, de son vrai nom, Jean-François Martinez et qui signe également sous le pseudo de Nino, est un dessinateur de bande dessinée français autodidacte. À l'horizon 2000, après son service militaire, il se lance dans la BD, sous son vrai nom, avec une première trilogie intitulée L'Épée noire du Pentaskel (Albin Michel) scénarisée par Claude Plumail et Serge Pradier et en en participant à un collectif publié par l'éditeur Nucléa, Requiem Tenebrae.

## Œuvres
- L'Épée noire du Pentaskel, scénario de Myrddyn's, dessins de Jef (sous le nom de Jean-François Martinez), Albin Michel

1. Morlooth, 2001  (ISBN 2-226-11481-5)
2. Les Fosses de Fomoors, 2002  (ISBN 2-226-13216-3)
3. Les Marées d'équinoxe, 2004  (ISBN 2-226-15248-2)

- Une balle dans la tête, scénario d'Éric Corbeyran, Emmanuel Proust éditions, collection Atmosphères

1. Angus, 2009  (ISBN 978-2-84810-229-0)

- Garous, scénario de Jean-Charles Gaudin, dessins de Jef (sous le nom de Nino), Soleil Productions,

5. Les Holtons, 2009  (ISBN 978-2-302-00742-0)
1. Dara, 2010  (ISBN 978-2-84810-275-7)

- Requiem Tenebrae, scénario de Philippe Jacquot, dessins de Jef, Nicolas Bournay, Stéphane Collignon, Fabrice Druet et Sylvain Guinebaud, Nucléa, 2000  (ISBN 2-914235-24-0)
- Jim Morrison, Poète du Chaos[2], scénario de Frédéric Bertocchini, Emmanuel Proust éditions, collection Atmosphères, 2010  (ISBN 978-2-84810-307-5)
- 9/11, scénario d'Éric Corbeyran et Jean-Claude Bartoll, 12 bis

1. W.T.C. / Acte 1, 2010  (ISBN 978-2-356-48175-7)
2. Projet Bojinka, 2011  (ISBN 978-2-356-48243-3)
3. L'Enquête, 2011  (ISBN 978-2-356-48244-0)
4. Les Ambassades, 2012  (ISBN 978-2-356-48359-1)
5. Projet pour un nouveau siècle américain, 2012  (ISBN 978-2-356-48423-9)
6. W.T.C. / Acte 2, 2013  (ISBN 978-2-356-48424-6)

- Flash ou le Grand Voyage, scénario de Thomas Kotlarek d'après le roman de Charles Duchaussois, Des ronds dans l'O, 2013 [3],[4],[5].
- Balles perdues, adaptation de Matz d'un scénario de Walter Hill, Rue de Sèvres, 2015 [6],[7]
- Corps et Âme, adaptation de Matz d'un scénario de Walter Hill, Rue de Sèvres, 2016
- Geronimo, scénario de Matz, Rue de Sèvres, mars 2017
- Deux Hommes en guerre, scénario de Stephen Desberg et Claude Moniquet, Le Lombard, collection « Troisième vague »

1. Le Ministre et l'Espion, septembre 2017

- Une histoire de France, scénario de Thomas Kotlarek et Michel Onfray, Le Lombard,

1. La Dalle rouge, 2019[8]
2. Mystérieuses Barricades, 2019[9]
3. État pathologique, 2021

- Convoi avec Kevan Stevens, éditions Soleil, 2022  (ISBN 978-2-302-09541-0)[10]